# Felix-Mendelssohn-Bartholdy-Stiftung

Logo der Felix-Mendelssohn-Bartholdy-Stiftung mit den Initialen „M“ und „B“

Die Felix-Mendelssohn-Bartholdy-Stiftung ist eine gemeinnützige, rechtsfähige und selbständige Stiftung bürgerlichen Rechts, die ihren Sitz im Mendelssohn-Haus in Leipzig hat.

## Gründung
Nachdem 2003 eine unselbständige Stiftung gegründet worden war, wurde 2012 von der Stadt Leipzig und dem eingetragenen Verein Mendelssohn-Haus Internationale Mendelssohn Stiftung eine rechtsfähige, selbständige Stiftung gegründet. Auf Grundlage der Stiftungssatzung vom 28. November 2011 wurde von der Ratsversammlung am 18. Juli 2012 die Beteiligung der Stadt Leipzig beschlossen. Der Verein brachte das Mendelssohn-Haus, das darin befindliche Mendelssohn-Museum und das dazugehörige Grundstück in der Leipziger Goldschmidtstraße 12 in die Stiftung ein. Die Anerkennung durch die Stiftungsaufsichtsbehörde erfolgte am 28. August 2012.

## Stiftungszweck

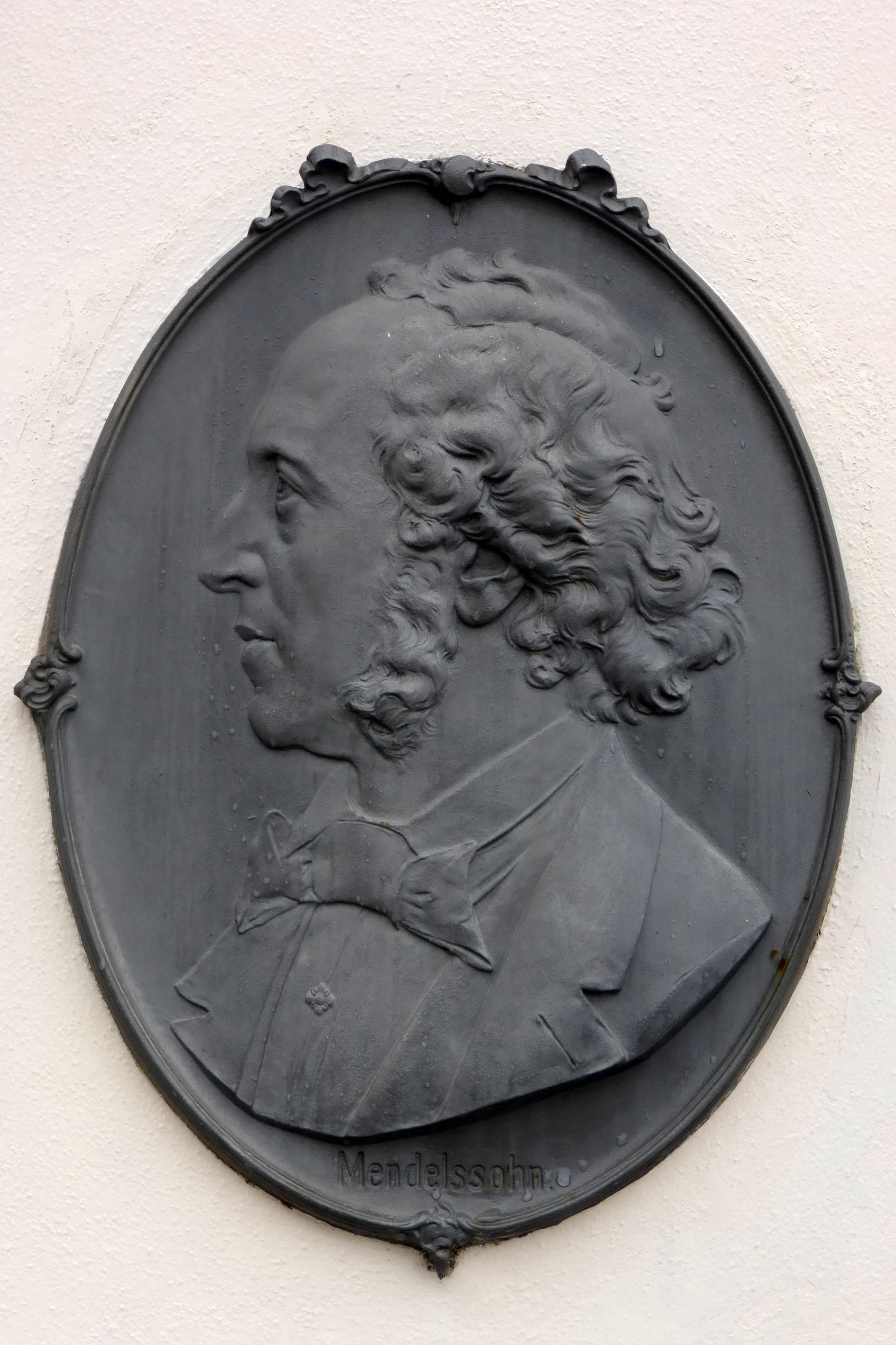
Relief von Felix Mendelssohn Bartholdy am Grundstückseingang des Mendelssohn-Hauses

Der Zweck der Stiftung ist die Förderung von Wissenschaft, Forschung, Kunst, Kultur, Denkmalschutz und Denkmalpflege. Dabei soll insbesondere das künstlerische und gesellschaftliche Erbe des Komponisten und Kapellmeisters des Gewandhausorchesters Felix Mendelssohn Bartholdy international erforscht, bewahrt und gepflegt werden. Ferner soll die musikalische Bildung und Ausbildung im Sinne des Komponisten gefördert werden, der in Leipzig das erste deutsche Konservatorium begründet hatte, das heute den Namen Hochschule für Musik und Theater „Felix Mendelssohn Bartholdy“ Leipzig trägt. Zudem betreibt die Stiftung das Mendelssohn-Museum im Mendelssohn-Haus und in der dazugehörigen Remise in Leipzig.

## Aktivitäten
Außerdem fördert die Stiftung die Herausgabe der Leipziger Mendelssohn-Gesamtausgabe durch die Sächsische Akademie der Wissenschaften. Die Stiftung gibt eigene Veröffentlichungen heraus und veranstaltet Konzerte. Darüber hinaus wird der Internationale Mendelssohn-Preis zu Leipzig von der Stiftung verliehen, und sie vergibt Leistungsstipendien an besonders begabte Künstler. Das 1993 vom Verein erworbene und in das Stiftungsvermögen eingebrachte Mendelssohn-Haus wurde vor dem Verfall gerettet, und das darin befindliche Mendelssohn-Museum wurde bis Februar 2014 für 1,5 Millionen Euro erweitert. Mit der Neueröffnung wurde das Museum durch die Arbeit der Stiftung auf internationales Niveau gehoben.

## Organisationsstruktur
Neben dem gesetzlich vorgeschriebenen Vorstand, der aus drei bis fünf Personen besteht, gibt es zwei weitere Stiftungsorgane, den Stiftungsrat und den wissenschaftlichen und künstlerischen Beirat. Der Stiftungsrat besteht aus fünf bis elf Mitgliedern, und der Beirat kann aus bis zu zwanzig Mitgliedern bestehen.
Stiftungspräsident ist (Stand 2014) der Dirigent Kurt Masur, und Vorsitzender des Stiftungsrates ist der Oberbürgermeister der Stadt Leipzig Burkhard Jung. Der dreiköpfige Vorstand besteht aus dem Geschäftsführer Jürgen Ernst, der in Personalunion auch Direktor des Mendelssohn-Hauses ist, und den weiteren Mitgliedern Ralph Bartmuß und Andreas Schulz.
Zur Erfüllung des Stiftungszwecks erhält die Stiftung jährliche Zuwendungen der Stadt Leipzig, die 2012 auf 225000 Euro festgelegt wurden. Die Stiftungsaufsicht liegt bei der Landesdirektion Sachsen.
Seit 2016 hält das Kurt-Masur-Institut die Erinnerung an Kurt Masur und sein Lebenswerk lebendig. Es dient als Ort der Begegnung und Bildung im humanistischen und weltoffenen Sinne des Maestros und will „durch die Kraft der Musik“ weltweit Menschen und insbesondere Kindern und Jugendlichen neue kulturelle Perspektiven öffnen. Das Institut ist Teil der Felix-Mendelssohn-Bartholdy-Stiftung im Mendelssohn-Haus Leipzig.